# Whitemud River (Lake Manitoba)
Der Whitemud River ist ein Zufluss des Lake Manitoba in der kanadischen Provinz Manitoba.
Der Whitemud River entsteht am Zusammenfluss von Stony Creek und Boggy Creek bei Neepawa. Von dort fließt er in östlicher Richtung.
Dabei passiert er die Orte Arden, Gladstone und Westbourne und mündet schließlich bei Lynchs Point in den Lake Manitoba. Der Whitemud River hat eine Länge von etwa 120 km. Das Einzugsgebiet umfasst mehr als 6380 km². Die jährliche Abflussmenge variiert sehr stark. Der langjährige mittlere Abfluss am Pegel bei Westbourne beträgt 5,7 m³/s.